# Fiordland
Fiordland je geografska regija u Novom Zelandu koja se nalazi na jugozapadnom dijelu Južnog otoka i pokriva trećinu novozelandske regije Southland. Većina Fiordlanda sastoji se od strmih Južnih Alpa, dubokih jezera i oceana. Ime "Fiordland" dolazi od varijanti pravopisa skandinavske riječi za vrstu strme doline, fjorda.
Ovaj dio Novog Zelanda ima jako vlažnu klimu s 6.300 mm oborina godišnje.

## Povijest i stanovništvo
Fiordland nikada nije imao značajanu populaciju stanovništva. Čak su i Maori samo povremeno boravili za potrebe lova, ribolova i prikupljanja poludragog zelenog kamenja, tzv. „novozelandskog žada” - pounamua.
Od 1876. godine ovim područjem je upravljao okrug Fiord, sve dok nije uklopljen u okrug Wallace 1981. godine. Od 1989. godine pripada okrugu Southland koji je dio istoimene regije. Okrug Southland je najrijeđe naseljeno područje Novog Zelanda 2001. godine je imala samo 48 stanovnika, nema grada i mnoga područja su gotovo nepristupačna, osim brodovima ili zrakoplovima.

## Nacionalni park Fiordland
Gotovo cijeli Fiordland je 1952. godine ukomponiran u Nacionalni park Fiordland, koji je svojom površinom od 12.500 km² najveći park Novog Zelanda. Odlikuje se mnogim fjordovima, od kojih je najpoznatiji Milford Sound, te tjesnaci Doubtful i Dusky, dok se s vrhova na sjeveru parka, tzv. Južnih Alpa, viših od 2.000 m, može vidjeti vrh Mount Aspriringa.
U Fiordlandu su smješteni i slapovi Browne Falls i Sutherland Falls, koji su među najvišim slapovima u svijetu, a također tu su i tri najdublja novozeladska jezera: Hauroko,  Manapouri i Te Anau.
NP Fiordland zajedno s nacionalnim parkovima Tai Poutini, Mount Aspiring i Mount Cook čini cjelinu jugozapada Novog Zelanda, područje Te Wahipounamu, koje se nalazi na popisu mjesta svjetske baštine u Oceaniji.
Ovo područje je prepoznato kao ekoregija umjerenih šuma jer zbog svoje izolacije njegovi raznoliki habitati podržavaju veliki broj endemičnih biljaka, kao što su šume bukve vrste Nothofagus, razne paprati i crnogorično drvo rimu (Dacrydium cupressinum).
- Jezero Marian u dolini Hollyford
- Zima kod tunela Homer
- Vrh Mitre Peak koji se uzdiđe 1692 m iznad fjorda Milford Sound
- Slap Bowen u tjesnacu Milford
- Vrh Sheerdown Peak u blizini staze Milford Track
- Jezero Te Anau
- Mahovinom prekrivena prašuma u NP Fiordland

## Vanjske poveznice
- Fiordland National Park,  Department of Conservation (engl.)
- Turistička organizacija